# Stehanja vas
Stehanja vas je naselje v občini Trebnje.
Stehanja vas je gručasta vasica na kopastem hribu, ki se na zahodu spušča v globoko Stehanjsko dolino. K naselju pripada tudi zaselek Staje na severu, na tem območju pa so še ohranjeni domači običaji ob rojstvu, poroki, smrti, godu in pustu. Njive se razprostirajo predvsem na pobočjih okoliških gričev, v preteklosti pa je bila v kraju tudi luža za napajanje. 
Zunaj naselja je cerkev svetega Križa, ki jo sestavljata razmeroma široka ladja z bogato opremljenim portalom ter ozek, mrežasto obokan prezbiterij s figuralnimi sklepniki in konzolami. V zaključnih stranicah prezbiterija so zazidana šilasta okna, na južni steni ladje pa je kamen z letnico 1449. Glavni oltar je leta 1860 izdelal Jernej Kušlan iz Logatca, zvon v kasneje prislonjenem zvoniku pa je leta 1794 vlil Samassa. Kraj se prvič omenja leta 1228.
Iz Stehanje vasi je bil doma Franc Zorec (1854 – 1930), risar in publicist.